# Camino Primitivo

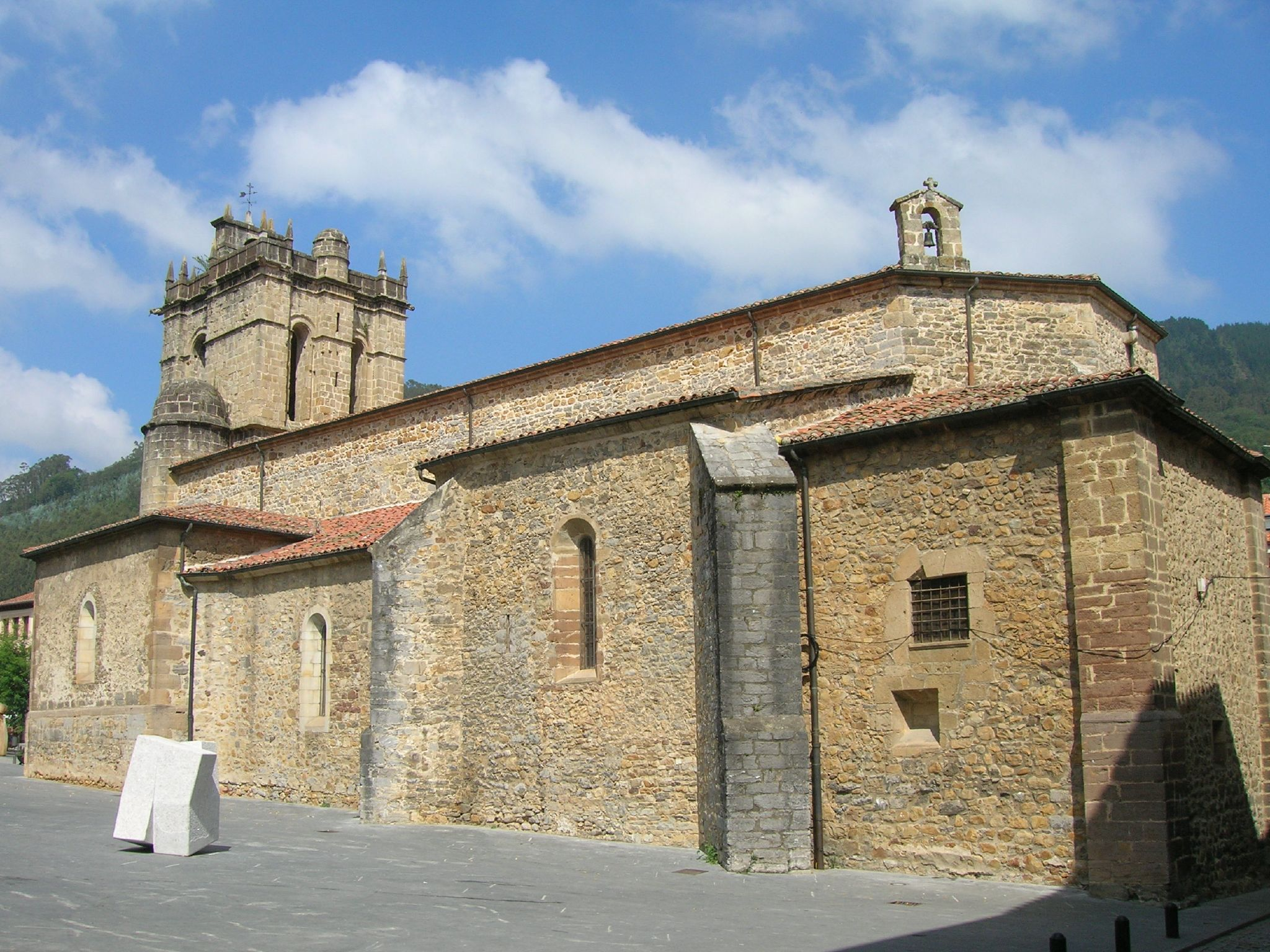
Kościół San Martín w Salas

Camino Primitivo (gal. Droga Pierwotna), hiszp. Ruta Jacobea Primitiva lub Ruta interior del Camino de Santiago del Norte – jeden ze szlaków w ramach dróg św. Jakuba. Prowadzi z Oviedo do Melide, a stamtąd łącząc się z Camino Francés do Santiago de Compostela. Ważniejsze miasta mijane po drodze to Tineo i Lugo.
Camino Primitivo liczy na odcinku pomiędzy Oviedo i Santiago 314 km. W 2016 roku na 277 913 pielgrzymów peregrynujących do Santiago de Compostela, Camino Primitivo przeszło 12 090, co stanowi 4,35%.

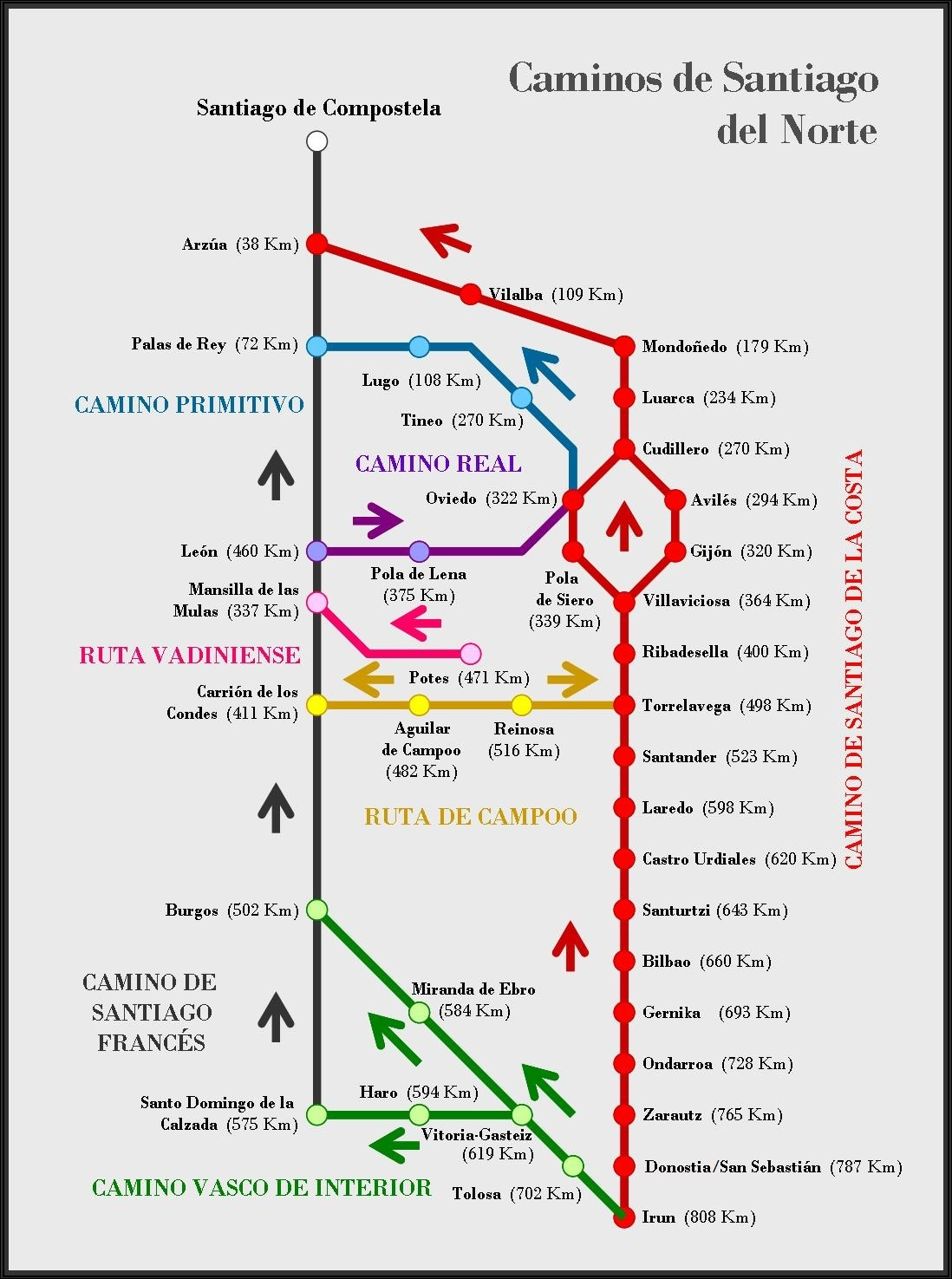
Schemat najważniejszych Dróg św. Jakuba w Hiszpanii z zaznaczoną Camino Primitivo

## Trasa
- Oviedo
- Grado
- San Juan de Villapañada
- Salas
- Tineo
- Peñaseita
- La Mesa
- Grandas de Salime
- A Fonsagrada
- Cádavo Baleira
- Castroverde
- Lugo
- San Román da Retorta
- Melide
- Palas de Rey (obecnie wariant do Palas de Rey jest wypierany przez wariant do Melide, gdzie wchodzi się na Camino Francés)
- łączy się z Camino Francés